# Théo Fleischman
Théo Fleischman (Antwerpen, 1893 - 4 december 1979) was een Belgisch journalist, radiopresentator en schrijver.
Hij gold als een van de pioniers van de radio in België en werkte vanaf 1924 voor Radio Belgique. Gedurende de Tweede Wereldoorlog was hij een van de presentatoren van deze zender die zich op het bezette België richtte, naast Victor de Laveleye en Jan Moedwil. 
- Bibsys: 3022449
- Bibliothèque nationale de France: cb15591063q (data)
- Gemeinsame Normdatei: 173211119
- International Standard Name Identifier: 0000 0001 2124 8310
- Library of Congress Control Number: no2001072816
- Nationale Bibliotheek van Israël: 987007289462305171
- Nationale Bibliotheek van Polen: a0000001271374
- Nederlandse Thesaurus van Auteursnamen: 068110340
- Système universitaire de documentation: 061054127
- Virtual International Authority File: 24921396
- WorldCat: E39PBJrwXmD66bcqv8jbcJjHmd